# Hantavirus
Hantavirus (Orthohantavirus) és un gènere víric de la família Hantaviridae que agrupa diversos virus ARN, que són transmesos per rosegadors infectats (causant una zoonosi). En éssers humans generalment produeixen dos tipus d'afeccions: un tipus de febre hemorràgica viral, la febre hemorràgica amb síndrome renal (FHSR); o la síndrome pulmonar per hantavirus (SPH), una afecció pulmonar molt greu. Els hantavirus són un grup que pertany a la família Bunyaviridae, el grup C. Són considerats com virus de grups de risc microbiològic 4, per tant cal manipular-los en instal·lacions de màxima biocontenció (NBS4).
El nom del gènere Hantavirus prové del riu Hantan, al nord de les ciutats de Dongducheon i Paju (a Corea del Sud) a prop d'on es va aïllar originalment el membre prototípic: el Virus Hantaan. Ja en el decenni de 1930 es van notificar a Europa i Àsia brots del que en aquesta època es pensava que era FHSR. Però va ser el 1978 quan es va aïllar el virus Hantaan, i es va confirmar que alguns rosegadors servien de reservori dels virus que causaven la FHSR. Els virus Seoul, Dobrava i Puumala, són molt similars al Hantaan, i es distribueixen àmpliament en tot el territori eurasiàtic i ocasionen també FHSR.

## Morfologia
Els Hantavirus tenen forma d'oval a esfèrica (80-120 nm de diàmetre). Són virus amb embolcall que al seu interior presenten una nucleocápside helicoidal.
El genoma dels Hantavirus és molt particular. Té l'ARN monocatenari, circular i de polaritat negativa, dividit en tres segments de diferent longitud: S, M i L. El segment S (de l'anglès Small: 'petit') codifica 2 proteïnes: la proteïna N (proteïna per a la nucleocápside) i la NEP, una proteïna no estructural. El segment M (Medium: mitjà) codifica tres proteïnes: Gn, Gc i NEm (Non-Estructural molecule: molècula no estructural). El segment L (Large: 'gran') conté la seqüència de l'ARN polimerasa.
Cada virió presenta tres nucleocápsides; cada nucleocàpside està formada per un dels tres segments d'ARN (S, M o L) i la proteïna N, que és la proteïna emprada per diferenciar serològicament les variants específiques de virus.
L'embolcall viral té el seu origen en la membrana plasmàtica de les cèl·lules infectades; presenta el complex de glicoproteïnes Gc i Gn que es projecten fora la membrana i intervenen en l'adherència viral a les cèl·lules diana.

Estructura vírica del Hantavirus.
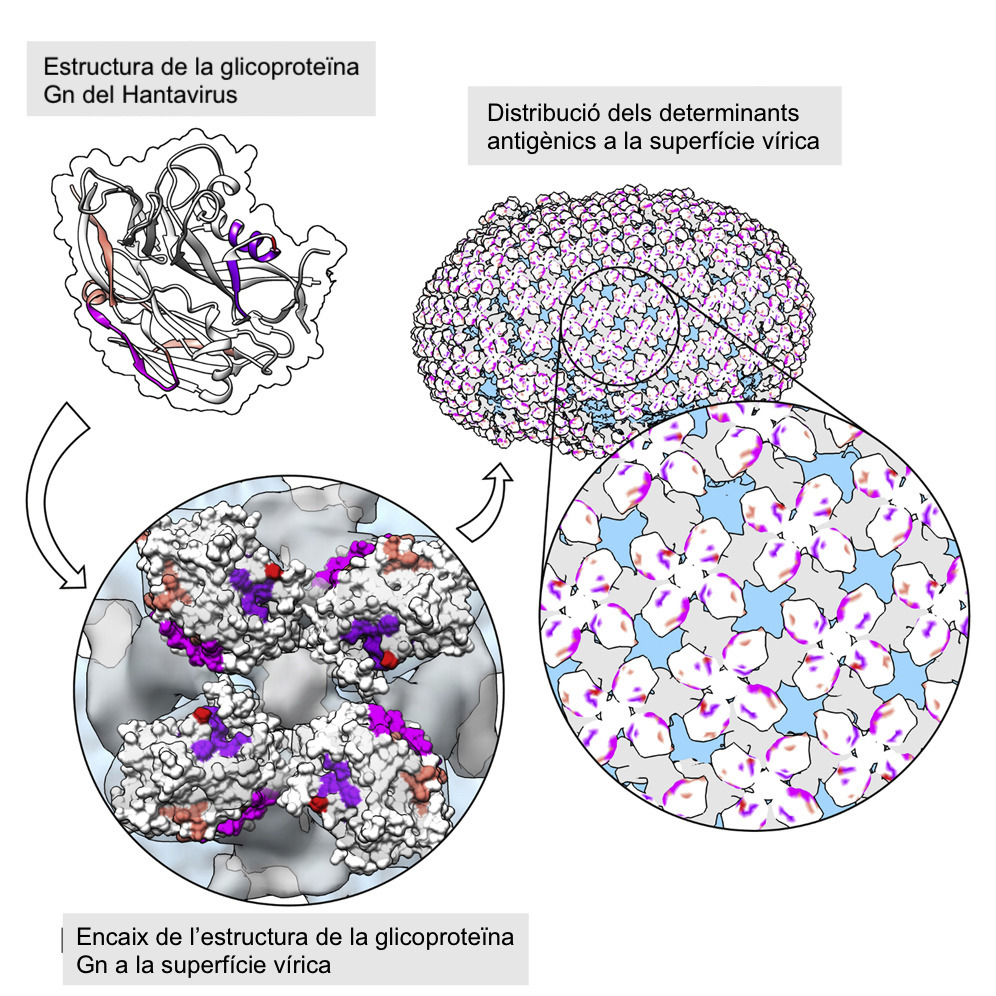
Estructura de la glicoproteïna Gn, encarergada de l'adherència de Hantavirus a la cèl·lula hoste.

## Taxonomia i Nomenclatura
Aquest gènere pren la seva denominació a partir del fet d'haver-se reconegut els primers casos d'infecció per Hantavirus a la vora del riu Hantaan, a Corea del sud; el virus responsable era el Virus Hantaan.
És freqüent la confusió entre Hantavirus amb Virus Hantaan. El grup biològic Hantavirus es traduït erròniament alguns cop com virus Hanta, virus que no existeix. Sí, existeix, però, el Virus Hantaan (o HTNV en sigles), l'espècie tipus del gènere Hantavirus i la que li proporciona el nom al grup. També, respectant les regles de nomenclatura taxonòmica, el correcte és que aquest tàxon estigui presentat en itàlica (que és l'usual).

### Classificació
Fílum: Negarnaviricota
- Subfílum: Polyploviricotina
  - Classe: Ellioviricetes
    - Ordre Bunyavirales
      - Família Hantaviridae
        - Subfamília Mammantavirinae
          - Gènere Orthohantavirus; espècie tipus: Hantaan orthohantavirus[4]

La següent és una llista alfabèticament ordenada d'espècies de virus incloses en el gènere Orthohantavirus (Hantavirus). Entre parèntesis consten l'acrònim habitual per a la denominació viral.
- Virus Andes (ANDV)
- Virus Bayou (BAYV)
- Virus Black Creek Canal (BCCV)
- Virus Cano Delgadito (CADV)
- Virus Choclo (CHOV)
- Virus Dobrava-Belgrade (DOBV)
- Virus El Moro Canyon (ELMCV)
- Virus Hantaan (HTNV)
- Virus Isla Vista (ISLAV)
- Virus Khabarovsk (KHAV)
- Virus Laguna Negra (LANV)
- Virus Muleshoe (MULx)
- Virus New York (NYV)
- Virus Prospect Hill (PHV)
- Virus Puumala (PUUV), Puumala orthohantavirus, Escandinàvia, Finlàndia, Rússia, Polònia i nord d'Europa. FHSR.
- Virus Rio Mamore (RIOMV)
- Virus Rio Segundo (RIOSV)
- Virus Seoul (SEOV)
- Virus Sin Nombre (SNV), Sin Nombre orthohantavirus. Amèrica del nord. SCPH.
- Virus Thailand (THAIV)
- Virus Thottapalayam (TPMV)
- Virus Topografov (TOPV)
- Virus Tula (TULV)

#### Virus que infecten a la subfamíliaMurinae
- Hantaan, (HTN), Apodemus agrarius, Corea, Àsia i Europa. FHSR.
- Seoul (SEO), Rattus norvegicus, R. rattus, Corea, Àsia, Europa, Amèrica. FHSR.
- Dobrava-Belgrade (DOB) Apodemus flavicollis, Eslovènia, Europa, Orient Mitjà. FHSR.
- Thai-749 (THAI) Bandicota indica, Tailàndia, Àsia. Es desconeix.

Virus que infecten a la subfamília Arvicolinae
- Puumala (PUU), Clethrionomys glareolus, Finlàndia, Europa, Àsia. FHSR
- Prospect Hill (PH) Microtus pennsylvanicus, Maryland, Amèrica del Nord. Es desconeix.
- Tula (TUL) Microtus arvalis, Rússia, Europa. Es desconeix.
- Khabarovsk (KBR) Microtus fortis, Rússia, Àsia. Es desconeix.
- Topografov (TOP) Lemmus sibiricus, Rússia, Àsia. Es desconeix.
- Isla Vista (ISLA) Microtus californicus, Califòrnia, Amèrica del Nord. Es desconeix.

Virus que infecten a la subfamília Sigmodontinae
- Sin Nombre (SN) Peromyscus maniculatus, Nou Mèxic, Amèrica del Nord, SPH
- New York (NY) Peromyscus leucopus, Nova York, Amèrica del Nord. SPH
- Black Creek Canal (BCC) Sigmodon hispidus, Florida, Amèrica. SPH
- Bayou (BAY) Oryzomys palustris, Louisiana, Sud-est Estats Units. SPH
- Caño Delgadito (CANO) Sigmodon alstoni, Veneçuela, Amèrica del Sud. Es desconeix.
- Río Mamore (RM) Oligoryzomys microtis, Bolívia, Amèrica del Sud. Es desconeix.
- Laguna Negra (CHP) Calomys laucha, Paraguay, Amèrica del Sud. SPH.
- Muleshoe (MULE) Sigmodon hispidus, Texas, Amèrica. Es desconeix.
- El Moro Canyon (ELMC) Reithrodontomys megalotis, Califòrnia, Amèrica del Nord. Es desconeix.
- Río Segundo (RIOS) Reithrodontomys mexicanus, Costa Rica, Mèxic, Amèrica Central. Es desconeix.
- Andes (AND) Oligoryzomys longicaudatus, Argentina, Amèrica del Sud. SPH.

Virus que infecten a insectívors
- Thottapalayam (TPM) Suncus murinus, India, Àsia. Es desconeix.

## Clínica i filogènia
L'anàlisi filogenètica dels gens dels hantavirus transmesos per rosegadors ha suggerit l'existència de tres llinatges principals. Els virus que causen FHSR pertanyen a un llinatge del Vell Món, mentre que tots els virus que causen SPH comparteixen un llinatge comú del Nou Món i solament s'han aïllat en una sola subfamília de rosegadors (Sigmodontinae) de la família Muridae.
Alguns dels virus presents en rosegadors sigmodontins constitueixen espècies totalment independents, segons proves genètiques, serològiques, vincle amb l'hoste reservori o els tres tipus de proves. Altres virus estan en procés d'avaluació, com ho estan els criteris per definir els Hantavirus spp.
Els Hantavirus del Vell Món són predominants a Àsia (sobretot a la Xina i Corea) i Europa (fonamentalment a Alemanya, França, Bèlgica, Holanda i Rússia); inclouen les espècies Hantaan, Puumala, Seoul, Prospect Hill i Dobrava. Aquests produeixen un quadre conegut com a febre hemorràgica amb síndrome renal (FHSR) i són responsables d'uns 100.000 casos anuals, presentant una mortalitat que oscil·la entre l'1 i 15%.
El primer cas conegut data de l'any 1978 al sud de Corea, prop del riu Hantaan. L'hantavirus es pot donar en entorns rurals però també s'han donat casos en ciutats. El contagi es produeix amb el contacte amb la femta o l'orina dels rosegadors, a través dels ulls, el nas o la boca. Una altra via és a través d'una mossegada d'aquests animals. També els mosquits, les puces o les paparres poden transmetre-ho a través d'una picada si prèviament han estat infectades.
Els hantavirus del Nou Món predominen en tota Amèrica, i se’ls considera responsables d'una malaltia febril associada amb insuficiència respiratòria aguda, xoc sèptic i una mortalitat del 60 al 80%; aquesta forma clínica es coneix com a síndrome pulmonar per Hantavirus (SPH). En aquest continent s'han identificat exclusivament almenys 13 espècies d'hantavirus i d'aquestes, sis causen SPH. Els anticossos sèrics de pacients de SPH mostren reacció creuada intensa amb altres virus del Nou Món, però en grau variable amb els antígens d'espècies d'Hantavirus spp. del Vell Món.
Després del brot a la Regió de Four Corners, al sud-oest dels EUA, el 1993, fou  identificat per primer cop un Hantavirus al continent americà. Inicialment desconegut, va ser denominat com Virus Sense Nom, o Convict Creek o Death Canyon. Un altre dels Hantavirus del nou món és el Virus Andes, identificat en 1995, que va produir l'epidèmia de SPHV a El Bolsón i Llac Puelo (Argentina) el 1996, aportant per primera vegada evidència epidemiològica de contagi persona a persona, en infectar diversos metges, en alguns casos amb desenllaç fatal.

## Infeccions per hantavirus
La infecció per hantavirus pot generar dos quadres clínics diferents: la febre hemorràgica amb síndrome renal (FHSR); i la síndrome pulmonar per hantavirus (SPH).
El SPH està produït principalment pel Virus Sense Nom, però altres virus també estan involucrats. Per altra banda, s'han identificat quatre hantavirus com a responsables de la FHSR amb síndrome renal:
- Virus Hantaan: transmès per ratolins de camp (Apodemus agrarius);
- Virus Seoul: transmès per rates (Rattus rattus i R. norvegicus);
- Virus Puumala: transmès per diversos rosegadors silvestres;
- Virus Dobrava: transmès per altres espècies de ratolins de camp.

Hantavirus spp. són importants en l'àmbit d'investigació clínica-científica, ja que és comú que aquests virus es trobin com a contaminants potencials de materials de laboratori, de les mostres d'animals per a experimentació (els rosegadors són típics exemples de petit animal de laboratori) i els seus productes derivats (com anticossos monoclonals, cultius cel·lulars, etc.).

## Prevenció
Segons els Centres per al Control i Prevenció de Malalties, dels Estats Units, la millor prevenció contra el contagi per hantavirus és eliminar o minimitzar el contacte amb rosegadors a casa, als llocs de treball o al camp. Com que el virus es pot transmetre a través de saliva, excrecions, deposicions o mossegades de rosegadors, el control de rates i ratolins a les zones freqüentades per humans és clau per a la prevenció de malalties. La prevenció general es pot aconseguir eliminant caus de rosegadors, segellant les esquerdes i forats de les cases on puguin entrar les rates o ratolins, col·locant trampes o verins, o bé utilitzant depredadors naturals com ara cans o gats a la llar.
El temps en què els hantavirus es mantenen infecciosos a l'entorn varia en funció de factors com ara la dieta del rosegador, la temperatura, la humitat i si es tracta d'interiors o d'exteriors. S'ha demostrat que els virus romanen actius durant dos o tres dies a temperatura ambient normal, mentre que els raigs ultraviolats de la llum solar directa els mata en poques hores. No obstant això, cal tractar com a infecciosos totes les deposicions o excrecions d'antiguitat indeterminada dels rosegadors.